# Hemoglobinuria paroxística por frío
La hemoglobinuria paroxística por frío, también llamada síndrome de Donath-Landsteiner es una enfermedad hematológica rara que se caracteriza por presentar crisis hemolíticas tras la exposición al frío.La hemoglobinuria paroxística por frío es una causa rara de anemia hemolítica autoinmune que se observa predominantemente como forma aguda en niños pequeños después de enfermedades virales y en forma crónica en algunas neoplasias malignas hematológicas y sífilis terciaria.

## Síntomas y signos
- Eliminación de orinas oscuras
- Dolor lumbar intenso, de piernas y cefalea.
- Vómitos, diarrea.
- Puede haber hepatoesplenomegalia, hiperbilirrubinemia y reticulocitosis tras la crisis.

## Asociaciones
La enfermedad se asocia con el padecimiento de la sífilis ya sea congénita o adquirida.

## Tratamiento
El tratamiento de los casos relacionados con la sífilis es el tratamiento antisifilítico, que puede ser curativo.